# Craig Colquitt
Joseph Craig Colquitt (Knoxville, 9 giugno 1954) è un ex giocatore di football americano statunitense che ha militato nel ruolo di punter nella National Football League (NFL).

## Biografia
Colquitt giocò per otto stagioni nella NFL con i Pittsburgh Steelers (1978–1981, 1983-1984) e gli Indianapolis Colts (1987). Vinse due Super Bowl con gli Steelers nel 1978 e nel 1979 dai quali fu scelto nel corso del terzo giro del Draft NFL 1978 (76º assoluto). È il padre di Dustin che gioca per i Kansas City Chiefs e Britton che gioca per i Minnesota Vikings, mentre suo fratello Jimmy giocò per i Seattle Seahawks nel 1985. Tutti e quattro sono stati dei punter ed hanno giocato al college per i Tennessee Volunteers.
Colquitt è anche l'autore del libro per bambini "JoJo! What Happened To Your Hair?".

## Palmarès

### Franchigia
- Super Bowl : 2

Pittsburgh Steelers: XIII, XIV
- American Football Conference Championship: 2

Pittsburgh Steelers: 1978, 1979